# الشروق (الطيال)

تعديل مصدري - تعديل

الشروق هي إحدى قرى عزلة بني سحام بمديرية الطيال التابعة لمحافظة صنعاء، بلغ تعداد سكانها 362 نسمة حسب تعداد اليمن لعام 2004.